# Heleia
Genre
Le genre Heleia regroupe deux espèces d'oiseaux appartenant à la famille des Zosteropidae.

## Liste des espèces
D'après la classification de référence (version 14.2, 2024) du Congrès ornithologique international (ordre phylogénique) :
- Heleia javanica – Zostérops javanais
- Heleia pinaiae – Zostérops à froc gris
- Heleia squamifrons – Zostérops pygmée
- Heleia goodfellowi – Zostérops de Goodfellow
- Heleia squamiceps – Zostérops à tête rayée
- Heleia superciliaris – Zostérops à sourcils
- Heleia dohertyi – Zostérops de Doherty
- Heleia muelleri – Zostérops de Timor
- Heleia crassirostris – Zostérops à bec fort
- Heleia wallacei – Zostérops à lunettes jaunes